# The Loco-Motion
The Loco-Motion är en popsång från 1962 skriven av de amerikanska låtskrivarparet Gerry Goffin och Carole King. Låten är anmärkningsvärd genom att den legat på American Top 5 tre gånger - varje gång i ett annat decennium, för Little Eva under 1962 (USA # 1), för Grand Funk Railroad i 1974 (USA # 1), och Kylie Minogue under 1988 ( USA # 3). 
Låten är ett populärt och varaktig exempel i dance-song genre: en stor del av texten ägnas åt en beskrivning av dansen själv, vanligtvis som en typ av line dance. 
"The Loco-Motion" rankas # 359 på Rolling Stone magazine's lista över "The 500 Greatest Songs of All Time".

## Listplaceringar, Little Eva
| Lista (1962-1963) | Position              |
| ----------------- | --------------------- |
| Irland            | 10                    |
| Frankrike         | 1                     |
| Nederländerna     | 3                     |
| Norge             | 1 (VG-lista)          |
| Storbritannien    | 2                     |
| Sverige           | 1 (Kvällstoppen)      |
| Sverige           | 1 (Tio i topp)        |
| USA               | 1 (Billboard Hot 100) |
| Vallonien         | 6                     |
| Västtyskland      | 23                    |